# Élections législatives de 1946 dans les Hautes-Alpes
Les élections législatives de 1946 ont lieu le 10 novembre 1946.

## Mode de scrutin
Pour cette première élection de la Quatrième République, les législateurs ont repris le système utilisé pour les deux constituantes, la représentation proportionnelle suivant la méthode de la plus forte moyenne dans le département, sans panachage. 
La principale différence est la possibilité d'émettre un vote préférentiel.
Dans le département des Hautes-Alpes, deux députés sont à élire.

## Députés sortants et députés élus
| Députés sortants | Parti | Parti | Députés élus    | Parti | Parti |
| ---------------- | ----- | ----- | --------------- | ----- | ----- |
| Maurice Petsche  |       | PPUS  | Maurice Petsche |       | PPUS  |
| Gaston Julian    |       | PCF   | Gaston Julian   |       | PCF   |

## Résultats

### Résultats à l'échelle du département
| Parti    | Parti    | Tête de liste    | Résultats | Résultats | Sièges |
| Parti    | Parti    | Tête de liste    | Voix      | %         | Sièges |
| -------- | -------- | ---------------- | --------- | --------- | ------ |
|          | PPUS     | Maurice Petsche  | 15 324    | 38,95     | 1      |
|          | PCF      | Gaston Julian    | 12 607    | 32,04     | 1      |
|          | MRP      | Antonin Maly     | 8 356     | 21,24     |        |
|          | SFIO     | Eugène Pellegrin | 3 056     | 7,77      |        |
|          |          |                  |           |           |        |
| Inscrits | Inscrits | Inscrits         | 55 578    | 100,00    |        |
| Votants  | Votants  | Votants          | 40 208    | 72,35     |        |
| Exprimés | Exprimés | Exprimés         | 39 343    | 97,85     |        |